# James Craigen
James Craigen (* 28. März 1991 in Preston) ist ein englischer Fußballspieler, der bei Dunfermline Athletic unter Vertrag steht.

## Karriere
James Craigen begann seine Karriere als Achtjähriger in seiner Geburtsstadt Preston. Für Preston North End spielte er bis zum 2009 in den jeweiligen Jugendmannschaften, zuletzt in der U-18. Im Juli 2009 ging Craigen nach Schottland. Er studierte an der University of Edinburgh und spielte nebenbei in der Fußballmannschaft. Für die Mannschaft absolvierte er in drei Spielzeiten Ligaspiele in der sechstklassigen East of Scotland Football League. Im schottischen Pokal schied er mit dem Team jeweils in der 1. Runde aus. Craigen unterschrieb zu Beginn der Saison 2012/13 einen Vertrag beim schottischen Zweitligisten Partick Thistle, nachdem er zuvor sein Studium an der Universität beendet hatte. Sein Debüt als Profi gab er am 4. August 2012 in der 1. Runde des Ligapokals gegen Forfar Athletic. Beim 2:0-Auswärtserfolg wurde er in der 66. Spielminute für Chris Erskine eingewechselt. Eine Woche später debütierte Craigen auch in der 2. Liga gegen den FC Falkirk. Von Oktober 2012 bis Januar 2013 wurde er an den schottischen Viertligisten Forfar Athletic verliehen. In zehn Partien erzielte er zwei Tore. Nach seiner Rückkehr zu Partick Thistle etablierte er sich in der Startelf und verhalf dem Verein zum Aufstieg in die Scottish Premiership. In den folgenden zwei Spielzeiten kam er regelmäßig für Thistle in der ersten Liga zum Einsatz. Der Verein hielt sich dabei jeweils souverän in der Liga. Zum Ende der Saison 2014/15 wurde der auslaufende Vertrag nicht verlängert. Er unterschrieb daraufhin beim Zweitligisten Raith Rovers. Mit den Rovers verlor er in der Aufstiegsrelegation gegen Hibernian Edinburgh. Bereits eine Saison später wechselte Craigen zum FC Falkirk, mit dem er auch in den Playoffs scheiterte. Im Januar 2018 wechselte Craigen zu Dunfermline Athletic.